# 拉寇兒·薇芝
拉寇兒·薇芝（英語：Raquel Welch，1940年9月5日—2023年2月15日），美國電影與電視劇演員。
薇芝因在《聯合縮小軍》（1966年）中的角色而首次受到關注，之後她與二十世紀影業簽下合同。參演由英國工作室鹹馬電影製作公司所製作的史前科幻電影《大洪荒》。儘管薇芝在電影中只有三句台詞，但她在劇中身穿鹿皮比基尼的經典形象成為暢銷海報，使她成為國際的性感象徵。她的这张海报也出现在著名电影《肖申克的救赎》里，男主角安迪·杜弗伦（蒂姆·罗宾斯饰演）1966年越狱时将其遮盖在秘密挖掘的洞口。她後來持續出演《迷魂陣》（1967年）、《班多萊羅！》(1968年)、《100步槍》(1969)、《邁拉·布雷肯里奇》（1970年）和《漢妮·考爾德》（1971）等電影。並參與幾部電視綜藝特別節目的演出。
通過塑造堅強的女性角色，薇芝打破了傳統性感女人的模式，創造了獨特的電影人物形象，使她成為1960年代和70年代知名的文化偶像。1974年，她憑藉在《豪情三劍客》中的表演獲得金球獎最佳音樂及喜劇類電影女主角。她還因在1987年電影《死亡的權利》中的演出獲得金球獎迷你劇或電視電影最佳女主角提名。
1995年，薇芝被帝國雜誌選為「電影史上最性感的100位明星」之一。《花花公子》將薇芝列為「20世紀100位最性感明星」榜單的第3位。

## 生平

### 逝世
2023年2月15日，薇芝在她位於洛杉磯的家中去世。享壽82歲。

## 作品
- 1966年：《洪荒浩劫》
- 1975年：《豪情三劍客》

## 外部連結
- 拉寇兒·薇芝在互联网电影资料库（IMDb）上的資料（英文）
- 拉寇兒·薇芝的Discogs页面（英文）